# یسری الباشا
یسری الباشا (انگلیسی: Yusri Al Bashah؛ زادهٔ ۲۷ ژوئیهٔ ۱۹۷۹) یک بازیکن فوتبال اهل عربستان سعودی است.
از باشگاه‌هایی که در آن بازی کرده‌است می‌توان به باشگاه فوتبال الاتفاق عربستان سعودی و تیم ملی فوتبال عربستان سعودی اشاره کرد.
وی همچنین در تیم ملی فوتبال عربستان سعودی بازی کرده است.